# Temple of Deen

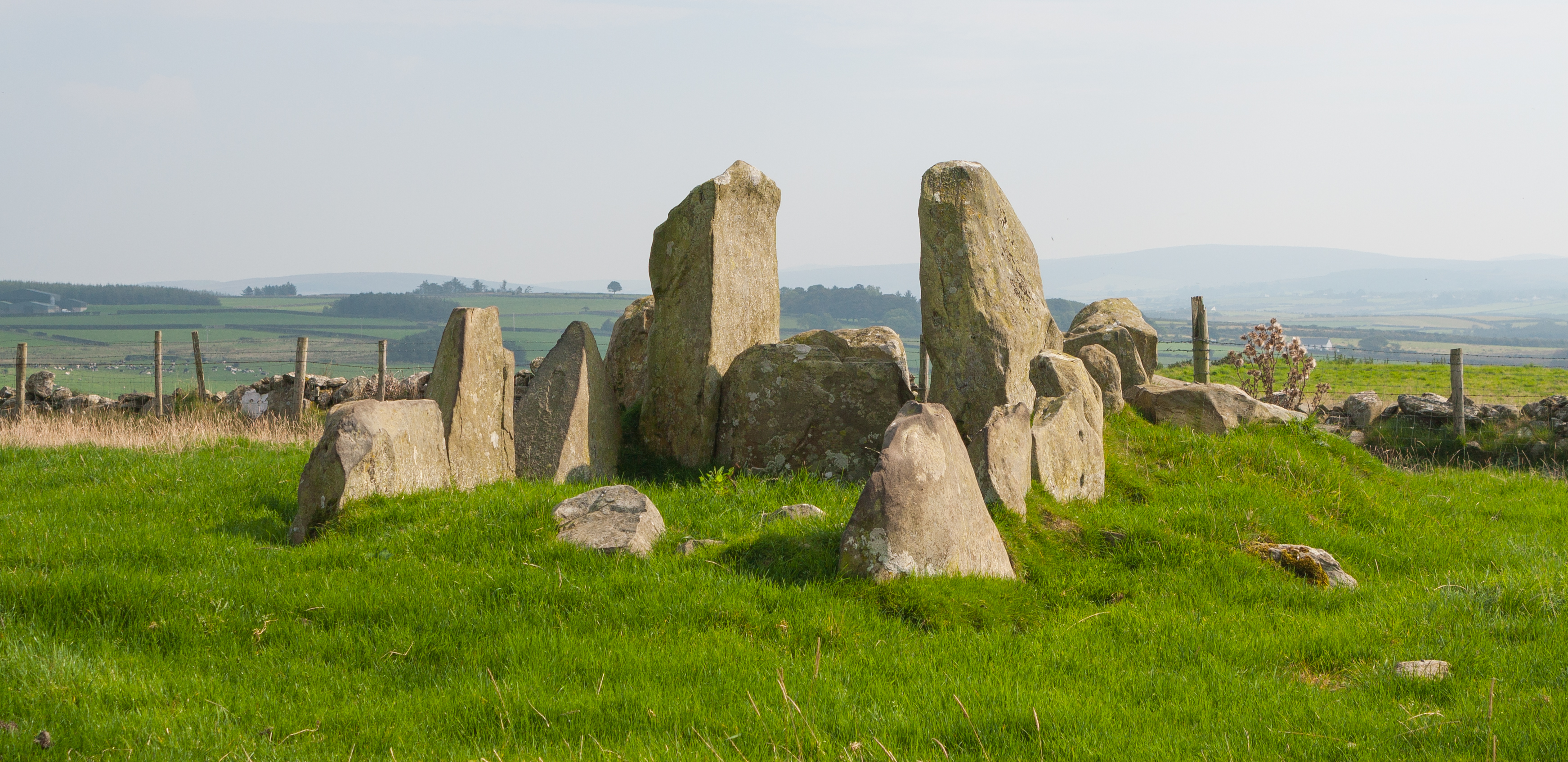
Laraghirril – im Vordergrund der eckige Hof

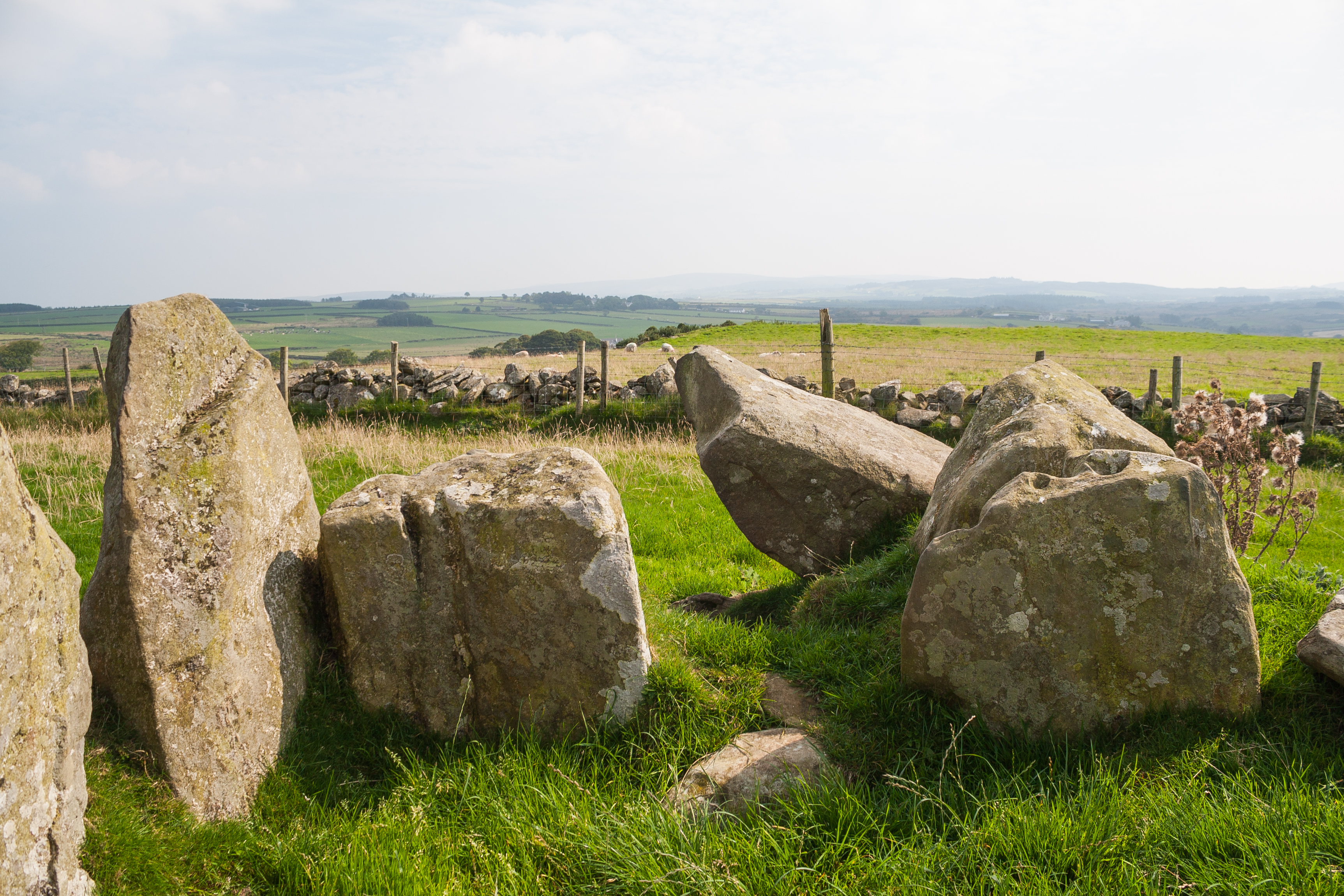
Laraghirril

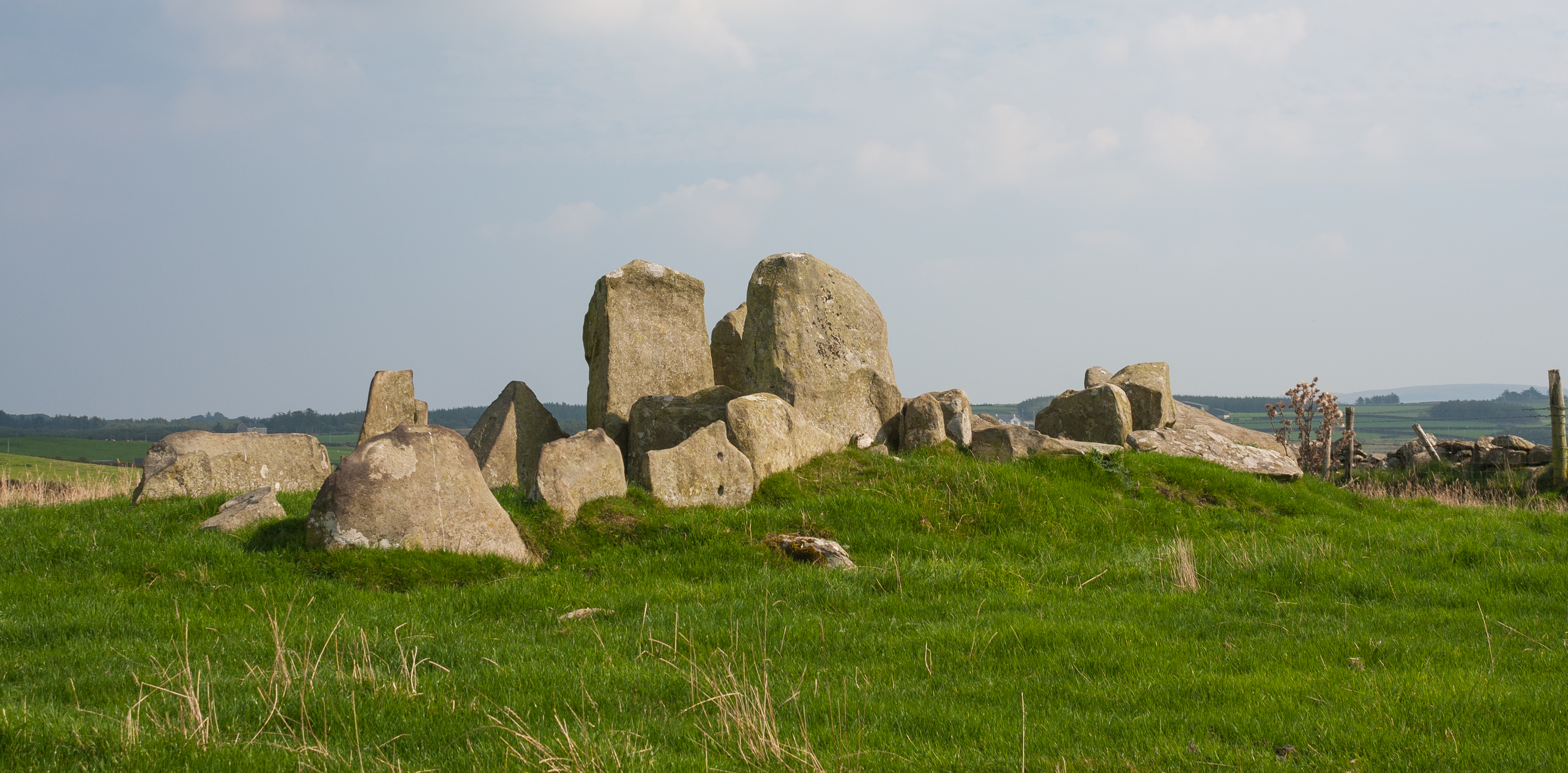
Südansicht von Laraghirril

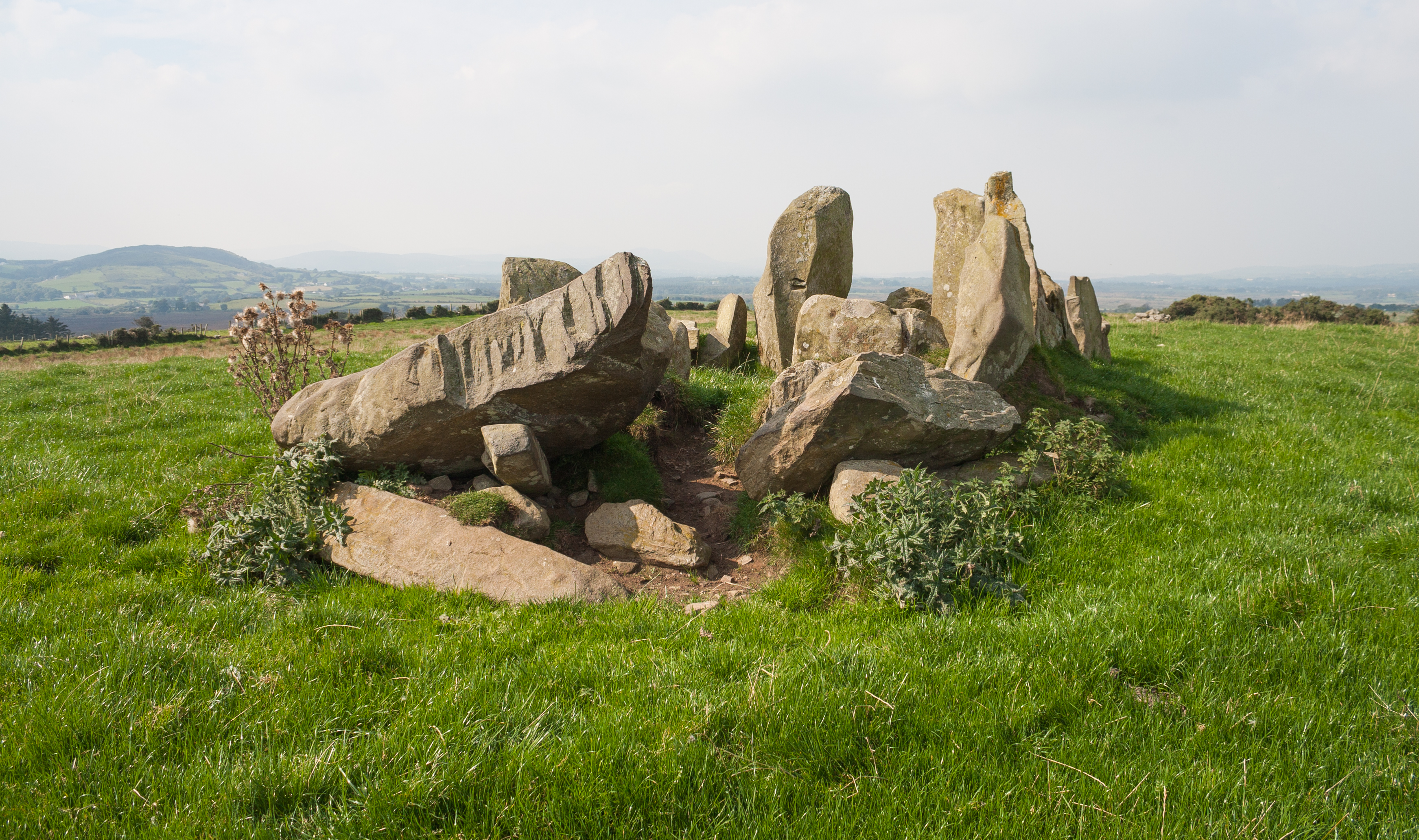
Vermuteter Eingang zur Anlage auf der Südostseite

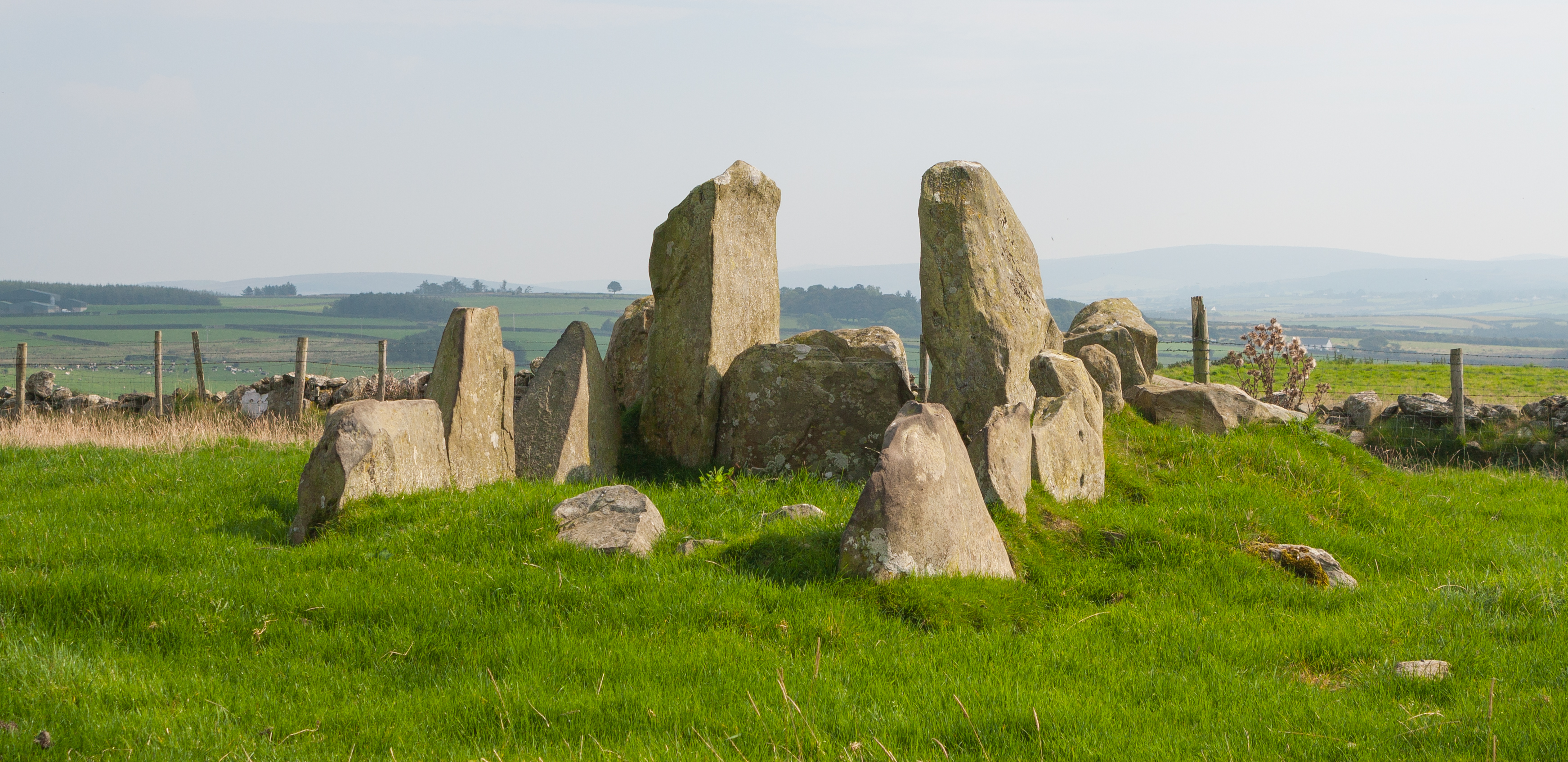
Westliche Kammer der Anlage

Der Tempel von Deen (auch Court Tomb von Laraghirril genannt) ist ein als Court Tomb klassifiziertes jungsteinzeitliches Kammerngrab, das im Townland Laraghirril (irisch Larthach Iriail), im Nordosten der Halbinsel Inishowen, etwa zwei Kilometer südlich von Culdaff südwestlich des Steinkreises von Bocan im County Donegal in Irland liegt. Court Tombs gehören zu den megalithischen Kammergräbern (englisch chambered tombs) der Insel. Sie werden mit etwa 400 Exemplaren nahezu ausschließlich in Ulster im Norden von Irland beziehungsweise in Nordirland gefunden.

## Name
Der populäre Name Temple of Deen bezieht sich auf Deen, den östlichen Teil des Townlands Laraghirril, und basiert auf der früheren Vermutung, dass es sich dabei um Druidentempel handelte. In der Kartenausgabe des Ordnance Survey von 1900 wird das Monument als Druid's Altar bezeichnet. Zu den weiteren lokal verwendeten Namen gehört „das Bett von Diarmuid und Gráinne“ nach der gleichnamigen Sage aus dem Finn-Zyklus.

## Geographische Lage und Kontext
Die Anlage liegt auf dem flachen Plateau des Höhenzugs Black Hill, das in Nord-, West- und Südrichtung zu den Tälern des Culdaff Rivers und dessen Nebenfluss Thraboy River abfällt. Vom Standpunkt der Anlage eröffnen sich weite Blicke, im Norden bis hin zur offenen See der Culdaff Bay und im Westen bis zum Raghtin More, dem Bergmassiv im Nordwesten Inishowens. Nur in nordöstlicher Richtung ist der Blick begrenzt durch den etwa einen Kilometer entfernten Mass Hill, auf dem sich der Steinkreis von Bocan befindet.
Das Monument gehört zu der von Sean Beattie als bronzezeitliches Dreieck beschriebenen Region, zu der neben Laraghirril noch der Steinkreis von Bocan im Nordwesten und das weiter östlich gelegene frühzeitliche Feldsystem in den Townlands Kindroghed und Knockergrana gehören. Auch wenn Beattie die Anlage der Bronzezeit zurechnet, werden von Michael Herity und Eamon Cody generell die als court tomb klassifizierten Gräber der Jungsteinzeit zugeordnet, da bei Ausgrabungen entsprechender Gräber bislang immer auch Funde dieser Epoche zuzuordnen waren. Bislang fanden in Laraghirril jedoch noch keine Ausgrabungen statt (Stand 2014).

## Aufbau
Die Anlage besteht aus einer 8,5 m langen Galerie, die durch einen Durchgang mit zwei Schwellensteinen getrennt ist, der von zwei hohen, die Anlage überragenden Steinen eingeschlossen ist. Ein Innenhof ist nicht mehr zu erkennen und die Ausmaße des früheren Grabhügels lassen sich noch erahnen, da die Anlage auf einem etwa 0,6 m erhöhten Bereich mit 20 m Länge und 6 m Weite liegt. Die Ausrichtung der Anlage ist von Südosten nach Nordwesten. Der Eingang wird auf der Südostseite der östlichen Kammer vermutet, da sich dort beidseitig doppelte Steine befinden, die einen Durchgang gewähren. Nach einer Beschreibung der Anlage aus dem Jahr 1867 gab es damals einen Steinkreis um die Anlage mit einem Durchmesser von 64 m. Dieser lässt sich nicht mehr vor Ort nachweisen.
Die östliche Kammer hat eine Länge von 3 m und eine Breite von 2,4 m. Drei Orthostaten mit Höhen zwischen 1,1 und 1,55 m bilden die Nordseite, während auf der südlichen Seite nur zwei niedrigere Orthostaten zu finden sind. Die westliche Kammer erstreckt sich über 3,5 m Länge bei einer maximalen Breite von 2,5 m in der Mitte. Die sich nach Westen hin wieder verengende Form der Kammer wird als Beleg dafür gesehen, dass es sich dabei um die Endkammer handelt. Nach Nordwesten hin ist die Kammer offen. Die sich daraus ergebende Hypothese, dass dies ein sehr kleiner Hof (englisch court) gewesen sein könnte, gilt inzwischen als unwahrscheinlich.